# Godot
Godot es un motor de videojuegos 2D y 3D multiplataforma, libre y de código abierto, publicado bajo la Licencia MIT. Fue desarrollado inicialmente en Buenos Aires por los argentinos Ariel Manzur y Juan Linietsky y luego por la comunidad de Godot. El motor funciona en sistemas Linux, Windows, MacOs y BSD, además de tener soporte experimental para Android y HTML.

## Historia

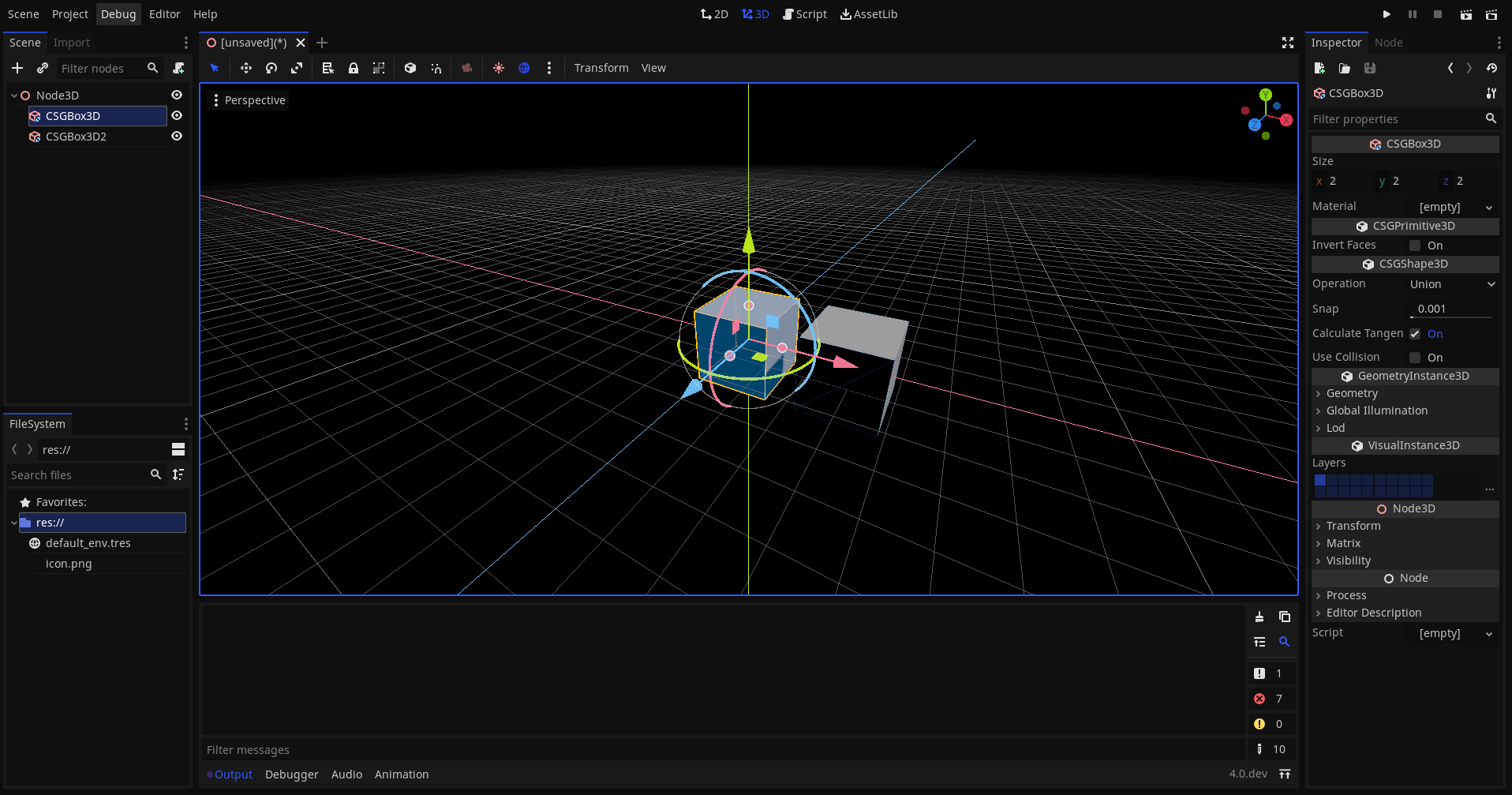
Construcción en 3D realizada usando Godot 4.0

Godot fue desarrollado y utilizado internamente por la empresa argentina OKAM Studios desde alrededor del año 2001. En febrero de 2014, el código fuente fue liberado al público en GitHub bajo la Licencia MIT.
El 15 de diciembre de 2014, se publicó Godot 1.0, la primera versión estable que incluía la adición de lightmapping, soporte navmesh y más shaders.
Godot 3.x tiene soporte a largo plazo, por lo que sigue recibiendo actualizaciones de mantenimiento.
La versión 4.0 fue lanzada el 1 de marzo de 2023 y tiene soporte con Vulkan, iluminación en tiempo real, reflejos en tiempo real dinámicos, iluminación global dinámica, entre otras características. Actualmente se encuentra en la versión 4.4, que fue lanzada el 3 de marzo de 2025.

## Características
Godot soporta una amplia gama de características y herramientas que permiten a los desarrolladores crear y desarrollar videojuegos 2D y 3D:

### Plataformas soportadas
Godot permite exportar proyectos a Linux, MacOs, Windows, Android, iOS, y HTML. Godot no ofrece soporte oficial para exportar a consolas, pero existen servicios de terceros que permiten exportar proyectos de Godot a Nintendo Switch, PlayStation 4, PlayStation 5, Xbox One, y Xbox Series X y Series S.

### Renderización
El motor gráfico tiene soporte para OpenGL, Vulkan, y Direct3D.
Godot utiliza un lenguaje de sombreadores basado en GLSL, que puede ser utilizado para partículas y materiales de objetos 2D y 3D. Estos sombreadores pueden ser creados visualmente utilizando una herramienta llamada shader graph, o escribiéndolos con código.

### Editor de animación

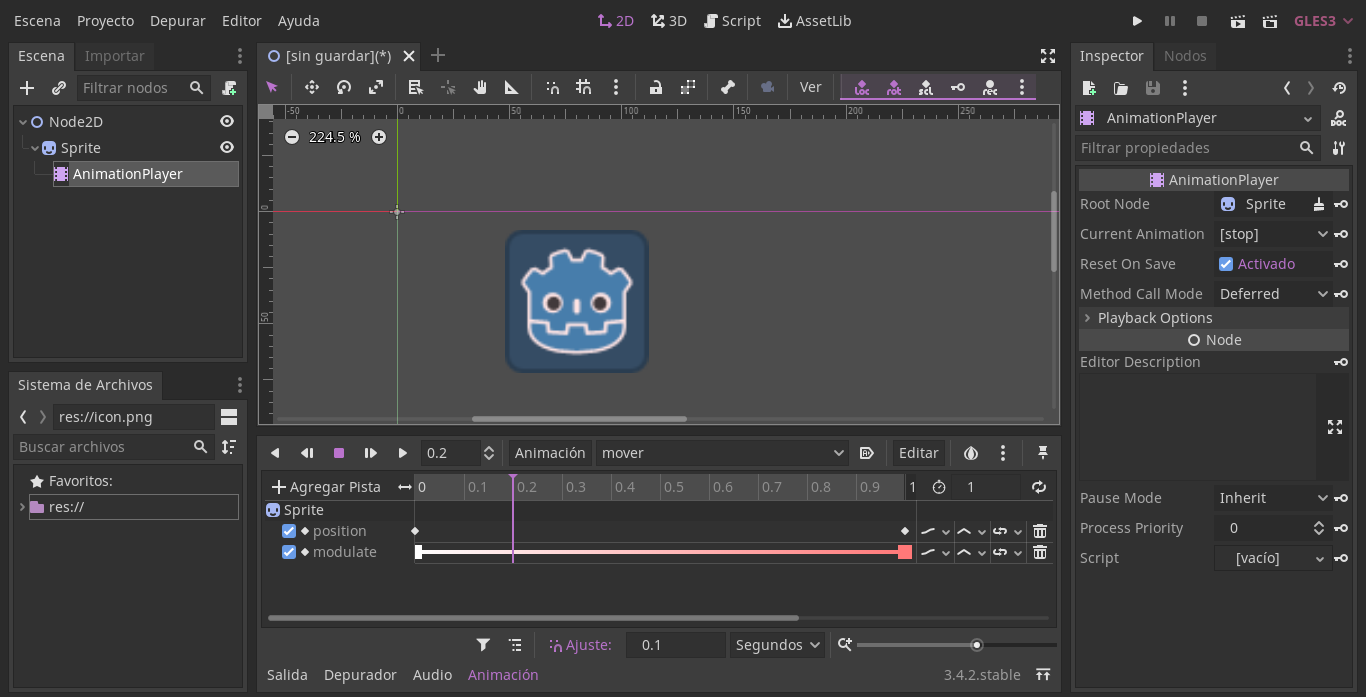
Editor de animación de Godot 3.4.2

Godot posee un editor de animaciones con soporte para editar animación por fotogramas, animación esquelética, blending, morphing y cinemáticas. El sistema de animación permite animar las propiedades de los nodos, por lo que es posible crear animaciones que reproducen efectos de sonido o música, que llaman funciones o que cambian parámetros de los sombreadores a lo largo del tiempo.

### Físicas
Godot tiene su propio motor de físicas para juegos 2D y 3D con detección de colisión, cuerpo rígido, cuerpo estático, personajes, vehículos, raycasts y uniones.
Actualmente se está trabajando para que el motor de físicas de Godot sea reemplazado por el motor de físicas Jolt.

### Lenguajes de programación
Godot posee soporte para varios lenguajes de scripting, siendo los principales: GDScript, C#, y C++ usando GDExtension.
Además la comunidad mantiene soporte para otros lenguajes como Rust, JavaScript,o visual scripting.

#### GDScript
GDScript es un lenguaje de programación de alto nivel, tipado dinámico y orientado a objetos, sintácticamente similar a Python, que fue creado especialmente para Godot, lo cual lo hace flexible y óptimo para programar videojuegos en el motor.
Un programa de "Hola mundo" en GDScript luce así:
```
func
 
_ready
():

    
print
(
"Hola mundo"
)

```

### Otras características
- Soporte para teclado, ratón, mando de videojuegos, y pantalla táctil.
- Soporte para usar redes para crear videojuegos en línea, y hacer solicitudes HTTP.
- Herramientas para crear Interfaces gráficas de usuario.
- Búsqueda de ruta en 3D y 2D.
- Ejecución multihilo.
- Soporte para dispositivos de realidad extendida.

## Uso

### Videojuegos notables desarrollados con Godot
| Año de lanzamiento | Título                                                       | Desarrollador                      |
| ------------------ | ------------------------------------------------------------ | ---------------------------------- |
| 2015               | Deponia                                                      | Daedalic Entertainment             |
| 2016               | The Interactive Adventures of Dog Mendonça & Pizzaboy        | OKAM Studio                        |
| 2018               | Hardcoded                                                    | Ghosthug Games                     |
| 2019               | Commander Keen in Keen Dreams (Port para la Nintendo Switch) | Id Software / Lone Wolf Technology |
| 2021               | Cruelty Squad                                                | Consumer Softproducts              |
| 2021               | Sonic Colors: Ultimate                                       | Sonic Team / Blind Squirrel Games  |
| 2022               | The Case of the Golden Idol                                  | Color Gray Games                   |
| 2022               | Dome Keeper                                                  | Bippinbits                         |
| 2023               | Brotato                                                      | Blobfish                           |
| 2023               | Buckshot Roulette                                            | Mike Klubnika                      |
| 2023               | Cassette Beasts                                              | Bytten Studio                      |
| 2023               | Luck Be a Landlord                                           | TrampolineTales                    |
| 2024               | Until Then                                                   | Polychroma Games                   |
| 2025               | Slay the Spire 2                                             | Mega Crit                          |

### Aplicaciones y herramientas notables desarrolladas en Godot
- RPG in a box
- Material Maker
- Pixelorama
- Dungeondraft
- Los creadores de RPG Maker han anunciado el lanzamiento de su próxima herramienta llamada Action Game Maker en 2025, que está siendo desarrollada usando Godot.[17]

## Historial de versiones
| Versión | Fecha de lanzamiento | Notas adicionales | Última versión del parche |
| ------- | -------------------- | --- | ------------------------- |
| 1.0     | Diciembre 2014       | Primera versión estable | 1.0                       |
| 1.1     | Mayo 2015            | mejoras en el editor de código, editor visual de shaders, una nueva API para la gestión de pantallas y ventanas con soporte para múltiples monitores. Además, se reescribió el motor 2D con soporte para shaders, materiales, luces, sombras, mapeo normal, navegación 2D polígonal, mejoras al exportar a Blender y un nuevo tema oscuro.                                                    | 1.1                       |
| 2.0     | Febrero 2016         | Interfaz de usuario y depurador mejorados | 2.0.4.1                   |
| 2.1     | Julio de 2016        | Introducción de la base de datos de complementos, generador de perfiles y API de complementos | 2.1.6                     |
| 3.0     | Enero 2018           | Nuevo renderizador basado en física, compatibilidad con Mono (C#) y adición de Bullet como motor de física | 3.0.6                     |
| 4.0     | Marzo 2023           | Agrega compatibilidad con la API de gráficos de Vulkan. Cambia de Mono a .NET 6 CoreCLR. Presenta iluminación global basada en SDF junto con varios cambios de editor y optimizaciones de rendimiento. | 4.0.3                     |
| 4.1     | Julio 2023           | Actualizaciones de elementos de rendimiento, núcleo y script. Introducción de variables estáticas en GDScript y el atributo [GlobalClass] en C#. Compatibilidad con varias ventanas y la capacidad de separar editores de secuencias de comandos. Turbulencia de partículas mejorada y la introducción de texturas de ruido 3D. Algoritmos de prevención renovados para la navegación con IA. | 4.1.1                     |
| 4.2     | Noviembre 2023       | Notas de la versión. | 4.2.2                     |
| 4.3     | Agosto 2024          | Notas de la versión. | 4.3                       |
| 4.4     | Marzo 2025           | Notas de la versión. | 4.4                       |